# Medolla
Medolla är en ort och kommun i provinsen Modena i regionen Emilia-Romagna i Italien. Kommunen hade 6 256 invånare (2018).